# Vladimir Gaćinović
Vladimir Gaćinović, soprannominato Vlado (in serbo Владимир Гаћиновић?; Kačanj, 25 maggio 1890 – Friburgo, 11 agosto 1917), è stato un saggista e rivoluzionario bosniaco.
È stato uno degli ideologi del movimento serbo Giovane Bosnia (in serbo Млада Босна Mlada Bosna) l'organizzazione politico-rivoluzionaria che, con l'aiuto della società segreta Crna Ruka (o Mano Nera), pianificò ed eseguì a Sarajevo l'attentato all'arciduca austro-ungarico Francesco Ferdinando e alla moglie Sofia il 28 giugno 1914.

## Biografia
È nato a Kačanj, all'epoca territorio dell'Impero Austro Ungarico, da un padre sacerdote serbo ortodosso.
Si è formato nelle scuole elementari di Bileća completate nel 1901 e nel liceo di Mostar dal 1901 al 1907. Il liceo era stata sede di due società segrete dal 1905, una dei quali, Matica, retta da Dimitrije Mitrinovic. Qui aderisce ad una rivista letteraria, che serve da copertura a Matica.
Successivamente, nel 1911 è migrato in Svizzera, munito di un passaporto falso. Dal 1910 al 1912 ha frequentato l'Università di Vienna.
Dal 1913 al 1916 è ritornato in Svizzera dove ha studiato scienze sociali a Losanna, diplomandosi a Friburgo nel 1917. Stabilitosi in Svizzera ha intrattenuto rapporti con i socialrivoluzionari russi.
Durante la prima guerra balcanica, Gaćinović ha combattuto come volontario dell'esercito montenegrino.
È morto nel 1917 a Friburgo per cause rimaste poco chiare, probabilmente avvelenato con l'arsenico.